# Менцинка (гміна)
Гміна Менцинка (пол. Gmina Męcinka) — сільська гміна у південно-західній Польщі. Належить до Яворського повіту Нижньосілезького воєводства.
Станом на 31 грудня 2011 у гміні проживало 4955 осіб.

## Площа
Згідно з даними за 2007 рік площа гміни становила 147.78 км², у тому числі:
- орні землі: 58.00%
- ліси: 32.00%

Таким чином, площа гміни становить 25.42% площі повіту.

## Населення
Станом на 31 грудня 2011:
| Опис     | Загалом | Загалом | Чоловіки | Чоловіки | Жінки | Жінки |
| -------- | ------- | ------- | -------- | -------- | ----- | ----- |
| одиниця  | осіб    | %       | осіб     | %        | осіб  | %     |
| все      | 4955    | 100     | 2480     | 50.05    | 2475  | 49.95 |
| міське   | 0       | 100     | 0        |          | 0     |       |
| сільське | 4955    | 100     | 2480     | 50.05    | 2475  | 49.95 |

## Сусідні гміни
Гміна Менцинка межує з такими гмінами: Болькув, Явор, Кротошице, Леґницьке Поле, Мшцивоюв, Пашовіце, Швежава, Злотория.